# Zsigmond Villányi
Zsigmond Villányi, född den 1 januari 1950 i Hercegszántó, Ungern, död 13 januari 1995 i Göd, Ungern, var en ungersk idrottare inom modern femkamp.
Han tog OS-silver i lagtävlingen i samband med de olympiska tävlingarna i modern femkamp 1972 i München.